# 翅子瓜属
翅子瓜属（学名：Zanonia）是葫芦目葫芦科下的一个属，为藤本植物。该属仅有2种，分布于印度、斯里兰卡、中南半岛和华南。

## 分类
本属包含两个物种，如下：
- 角翅子瓜 Zanonia angulata Wall.
- 翅子瓜 Zanonia indica L.